# マイク&モリー マシュマロ系しあわせ日記のエピソード一覧
『マイク&モリー マシュマロ系しあわせ日記』 (Mike & Molly) はマーク・ロバーツ企画・原案のアメリカ合衆国のシチュエーション・コメディ。主演のビリー・ガーデルとメリッサ・マッカーシーが、オーバーイーターズ・アノニマスというグループで出会い付き合い始めたマイクとモリーを演じる。CBSで2010年9月20日に初放送された。製作総指揮はロバーツとチャック・ローレ。2014年3月13日、CBSは第5シーズンへの更新を発表した。シリーズ通算100話を迎えるこのシーズンは2014年12月8日に放送を始めた。
2015年3月2日現在、アメリカでは通算104話が放送されている。

## シリーズ概要
| シーズン | シーズン | 話数 | 米国初放送日  | 米国初放送日   | ニールセン・レイティング | ニールセン・レイティング |
| シーズン | シーズン | 話数 | シーズン初回  | シーズン最終回 | 順位                     | 視聴者数 （百万人）      |
| -------- | -------- | ---- | ------------- | -------------- | ------------------------ | ------------------------ |
|          | 1        | 24   | 2010年9月20日 | 2011年5月16日  | 35                       | 11.14                    |
|          | 2        | 23   | 2011年9月26日 | 2012年5月14日  | 31                       | 11.51                    |
|          | 3        | 23   | 2012年9月24日 | 2013年5月30日  | 37                       | 10.22                    |
|          | 4        | 22   | 2013年11月4日 | 2014年5月19日  | 33                       | 9.58                     |
|          | 5        | TBA  | 2014年12月8日 | TBA            | TBA                      | TBA                      |

## エピソード

### 第1シーズン (2010年–11年)
マイク&モリー マシュマロ系しあわせ日記 (第1シーズン)

### 第2シーズン (2011年–12年)
マイク&モリー マシュマロ系しあわせ日記 (第2シーズン)

### 第3シーズン (2012年–13年)
マイク&モリー マシュマロ系しあわせ日記 (第3シーズン)

### 第4シーズン (2013年–14年)
マイク&モリー マシュマロ系しあわせ日記 (第4シーズン)

### 第5シーズン (2014年–15年)
マイク&モリー マシュマロ系しあわせ日記 (第5シーズン)